# Stazione di Tuoro sul Trasimeno
La stazione di Tuoro sul Trasimeno è una stazione ferroviaria posta sulla linea Terontola-Foligno. Serve il territorio comunale di Tuoro sul Trasimeno.

## Storia
Fino al 1940 era denominata semplicemente “Tuoro”; in tale data assunse la nuova denominazione di “Tuoro sul Trasimeno”.